# Arro (Córcega del Sur)
Arro (en corso Arru) es una comuna francesa del departamento de Córcega del Sur, en la colectividad territorial de Córcega.

## Demografía[1]
| abs. | 127 | 137 | 136 | 165 | 160 | 197 | 141 | 212 | 247 | 258 | 243 | 256 | 290 | 239 | 297 | 296 | 276 | 215 | 222 | 151 | 161 | 155 | 145 | 136 | 118 | 99 | 95 | 86 | 70 | 41 | 51 | 70 | 90 |
| Para los censos de 1962 a 1999 la población legal corresponde a la población sin duplicidades (Fuente: INSEE [Consultar]) |     |     |     |     |     |     |     |     |     |     |     |     |     |     |     |     |     |     |     |     |     |     |     |     |     |    |    |    |    |    |    |    |    |